# Кухарський Роман Степанович
Роман Степанович Кухарський (нар. 5 березня 1995, смт Дружба, Теребовлянський район, Тернопільська область, Україна) — український футболіст, півзахисник аматорського колективу «Агрон-ОТГ».

## Життєпис
Перший тренер — Василь Заторський. У ДЮФЛУ виступав за «Тернопіль» (2008—2011) та «Севастополь-СДЮШОР-5» (2011—2012). Дорослу футбольну кар'єру розпочав 2012 року в «Севастополі-3», який виступав у чемпіонаті Криму. Незабаром після цього переведений у другу команду севастопольців, у футболці якої дебютував 13 квітня 2013 року в програному (0:4) домашньому поєдинку 1-го туру групи 4 Другої ліги України проти комсомольського «Гірник-Спорту». Роман вийшов на поле на 46-ій хвилині, замінивши Андрія Ківу. У весняно-літній частині сезону 2012/13 років зіграв 7 матчів у Другій лізі України.
У березні 2015 році перебрався до «Ниви». У футболці тернопільського клубу дебютував 21 березня 2015 року в програному (0:2) виїзному поєдинку 18-го туру Першої ліги України проти дніпродзержинської «Сталі». Кухарський вийшов на поле на 65-ій хвилині, замінивши Віталія Сокуренка. У другій половині сезону 2014/15 років та першій половині сезону 2015/16 років зіграв 22 матчі в Першій лізі України та 1 поєдинок у кубку України. У 2016 році виступав за «Самбір» в аматорському чемпіонаті України.
У 2016 році виїхав до Австрії, де виступав за нижчоліговий клуб АСКО (Брюк-Поєрбах). У 2017 році повернувся до України, де став гравцем ФК «Тернопіль». У футболці тернопільського клубу дебютував 2 квітня 2017 року в програному (0:1) домашньому поєдинку 23-го туру Першої ліги України проти краматорського «Авангарду». Роман вийшов на поле в стартовому складі та відіграв увесь матч. У складі «городян» зіграв 14 матчів у Першій лізі та 1 поєдинок у кубку України. Наприкінці 2017 року перейшов до складу т. зв. «ТСК-Таврія» з т. зв. Прем'єр-ліги КФС.
Наступний сезон розпочав у складі клубу німецької Ландесліги СВ 90'Альтенготтерн. У 2019 року перейшов до «Юкрейн Юнайтед» з Канадської футбольної ліги. У своєму дебютному сезоні в новій команді дійшов до фіналу CSL, в якому «Юкрейн Юнайтед» поступився «Скарборо». Влітку 2020 року на нетривалий період часу повернувся до України, виступав за «Колос» (Бучач) у чемпіонаті Тернопільської області. Проте вже незабаром повернувся до Німеччини, де знову захищав кольори СВ 90'Альтенготтерн. З 2021 року виступає за аматорський колектив «Агрон-ОТГ» у чемпіонаті Тернопільської області та аматорському чемпіонаті України.

## Досягнення
«Юкрейн Юнайтед»
- Канадська футбольна ліга
  -  Срібний призер (1): 2019